# Guerra de Kurukshetra
A Guerra de Kurukshetra (na escrita Devanágari: कुरुक्षेत्र युद्ध) é um componente essencial do texto épico hindu Mahabharata e, portanto, da Baghavad-gita que é uma parte dela.
De acordo com o Mahabharata, a luta entre clãs irmãos, os Káuravas e os Pândavas, pelo trono de Hastinapura (região localizada próxima da atual Nova Deli), foi resolvida em uma guerra em que um grande número de antigos reinos participaram como aliados dos clãs rivais. A batalha ocorreu em Kuru-kshetra (que significa campo dos Kuru), no atual estado de Haryana, no norte da Índia.
No Mahabharata é contado que a batalha durou 18 dias, durante o qual vastos exércitos de toda a Índia lutaram em ambos os lados. A importância dada à narrativa desta guerra no Mahabharata é tanta que, apesar da duração da história inteira do Mahabharata permear séculos e envolver várias gerações de famílias de guerreiros, a narrativa da batalha de apenas 18 dias ocupa metade do livro.
A maior parte da narrativa descreve minuciosamente batalhas individuais de vários heróis de ambos os lados, formações militares utilizadas em cada dia em ambos os lados, a diplomacia na guerra, reuniões e discursos de heróis e comandantes em cada dia antes do início da guerra, armas utilizadas, etc.
Os Capítulos (parvas) relacionados com a batalha, do 6 ao 10, são considerados dentre os mais antigos do Mahabharata, visto que a Bhagavad-gita, o texto sagrado da filosofia hindu incluídos nele, é considerado uma adição posterior ao Mahabharata, que reconta a conversa entre o arqueiro pândava de nome Arjuna e Krishna, expondo a relutância de Arjuna em lutar contra os seus próprios familiares.
Os hindus acreditam que a batalha de Kurukshetra foi um evento histórico, ocorrido entre o ano de 3102 A.C. e 800 da nossa era, com base em cálculos astronômicos e informações do Mahabharata. A mitologia da batalha de Kurukshetra também é descrita na Batalha dos Dez Reis, mencionada no Rigveda.
Segundo o livro, o exército dos Pândavas, comandado pelo Dhristadyumna, estava dividido em sete divisões, totalizando 1 530 900 homens, enquanto que seus rivais, os Káuravas, liderados por Bhishma somavam 11 divisões de 2 405 700 homens. A batalha custou caro para ambos os lados, sobrevivendo apenas 8 Pândavas e 4 Káuravas ao final.
Um escrito em baixo-relevo de 94 m de comprimento descreveu essa batalha nas paredes do templo de Angkor Wat no Camboja, datado do século XII.